# Mistrzostwa Świata w Piłce Nożnej 2022
Mistrzostwa Świata w Piłce Nożnej 2022 to XXII edycja najważniejszej międzynarodowej imprezy piłkarskiej mężczyzn organizowane przez FIFA, które odbyły się w Katarze od 20 listopada do 18 grudnia 2022 roku. Był to pierwszy turniej, który odbył się na Bliskim Wschodzie, pierwszy w kraju, w którym przeważa islam, i pierwszy turniej, który rozgrywano jesienią, było to również najmniejsze państwo, w którym odbywały się mistrzostwa. Był to ostatni mundial, w którym uczestniczyły 32 reprezentacje, w następnym mundialu liczba ta zwiększy się do 48. Reprezentacja Kataru z racji bycia gospodarzem mundialu, była jedynym debiutantem w turnieju.
Mistrzostwo zdobyła reprezentacja Argentyny, która pokonała obrońcę tytułu, reprezentację Francji po rzutach karnych 4:2 (po 120 minutach był wynik 3:3). Gospodarz po raz drugi w historii odpadł w fazie grupowej, a także po raz pierwszy przegrał mecz otwarcia, stracił matematyczne szanse na awans do fazy pucharowej przed ostatnim meczem grupowym i zakończył turniej bez żadnego punktu.
Oficjalną maskotką mistrzostw był duszek La’eeb, który po raz pierwszy zaprezentowany został podczas losowania grup na mundialu.
Oficjalną piłką mundialu była Al Rihla. Po raz pierwszy zaprezentowano ją 30 marca 2022 roku.
Królem strzelców podczas mundialu 2022 został Kylian Mbappe strzelając 8 goli podczas całego turnieju. Tuż za nim był Lionel Messi z 7 golami, a na trzecim miejscu Julian Alvarez i Olivier Giroud z 4 golami.

## Wybór gospodarza
Potencjalni kandydaci musieli złożyć oferty intencyjne do 2 lutego 2009. Katar został wybrany na gospodarza turnieju 2 grudnia 2010. Oprócz Kataru do organizacji mistrzostw kandydowały także: Australia, Japonia, Korea Południowa i Stany Zjednoczone.
| Państwo           | Pierwsza runda | Druga runda | Trzecia runda | Czwarta runda |
| ----------------- | -------------- | ----------- | ------------- | ------------- |
| Katar             | 11             | 10          | 11            | 14            |
| Stany Zjednoczone | 3              | 5           | 6             | 8             |
| Korea Południowa  | 4              | 5           | 5             | –             |
| Japonia           | 3              | 2           | –             | –             |
| Australia         | 1              | –           | –             | –             |

29 stycznia 2013 roku francuski magazyn „France Football” opublikował raport z wynikami dziennikarskiego śledztwa, w którym ujawniono kulisy przyznania Katarowi organizacji MŚ 2022. Zdaniem dziennikarzy magazynu katarscy szejkowie „kupili” prawa do organizacji mistrzostw m.in. za obietnice zainwestowania w klub piłkarski Paris Saint-Germain F.C. Katar jest najmniejszym krajem, któremu przyznano organizację mistrzostw świata. Niektórzy działacze sportowi popierali pomysł rozegrania mistrzostw zimą, ponieważ latem temperatury w Katarze dochodzą do aż 50 °C i istniały pewne obawy co do bezpieczeństwa kibiców przemieszczających się po kraju. Także czołowe kluby piłkarskie uznały, że rozegranie mistrzostw zimą jest dobrym pomysłem.

## Miasta i stadiony
| Lusajl                                                        | Al-Chaur              | Doha                   | Doha              |
| ------------------------------------------------------------- | --------------------- | ---------------------- | ----------------- |
| Lusail Stadium                                                | Al Bayt Stadium       | Al Thumama Stadium     | Stadium 974       |
| Pojemność: 88 966                                             | Pojemność: 68 895     | Pojemność: 44 400      | Pojemność: 44 089 |
|                                                               |                       |                        |                   |
| Ar-RajjanAl-WakraAl-ChaurLusajlDoha Położenie na mapie Kataru |                       |                        |                   |
| Ar-Rajjan                                                     | Ar-Rajjan             | Ar-Rajjan              | Al-Wakra          |
| Khalifa International Stadium                                 | Ahmad bin Ali Stadium | Education City Stadium | Al Janoub Stadium |
| Pojemność: 45 857                                             | Pojemność: 45 032     | Pojemność: 44 667      | Pojemność: 44 325 |
|                                                               |                       |                        |                   |

## Sędziowie
19 maja 2022 roku FIFA podała listę wszystkich 36 sędziów głównych Mistrzostw Świata 2022, 69 asystentów oraz 24 arbitrów VAR. Sędzią finału był Polak Szymon Marciniak.

### Sędziowie główni i asystenci
| Konfederacja | Sędzia                   | Asystenci                                        | Sędziowane mecze |
| ------------ | ------------------------ | ------------------------------------------------ | --- |
| AFC          | Abdulrahman Al-Jassim    | Taleb Al-Marri Saud Al-Maqaleh                   | Stany Zjednoczone 1:1 Walia (faza grupowa) Chorwacja 2:1 Maroko (mecz o 3. miejsce)                                                                         |
| AFC          | Chris Beath              | Ashley Beecham Anton Shchetinin                  | Meksyk 0:0 Polska (faza grupowa) |
| AFC          | Alireza Faghani          | Mohammadreza Abolfazli Mohammadreza Mansouri     | Brazylia 2:0 Serbia (faza grupowa) Portugalia 2:0 Urugwaj (faza grupowa)                                                                                    |
| AFC          | Ma Ning                  | Cao Yi Shi Xiang                                 | |
| AFC          | Mohammed Abdulla Mohamed | Mohamed Al-Hammadi Hasan Al-Mahri                | Hiszpania 7:0 Kostaryka (faza grupowa) Kamerun 3:3 Serbia (faza grupowa)                                                                                    |
| AFC          | Yoshimi Yamashita        | –                                                | |
| CAF          | Bakary Gassama           | Elvis Noupue Mahmoud Abouelregal                 | Holandia 2:0 Katar (faza grupowa) |
| CAF          | Mustapha Ghorbal         | Abdelhak Etchiali Mokrane Gourari                | Holandia 1:1 Ekwador (faza grupowa) Australia 1:0 Dania (faza grupowa)                                                                                      |
| CAF          | Victor Gomes             | Zakhele Siwela Souru Phatsoane                   | Francja 4:1 Australia (faza grupowa) Japonia 2:1 Hiszpania (faza grupowa)                                                                                   |
| CAF          | Salima Mukansanga        | –                                                | |
| CAF          | Maguette Ndiaye          | Djibril Camara El Hadj Malick Samba              | |
| CAF          | Janny Sikazwe            | Jerson dos Santos Arsénio Marrengula             | Belgia 1:0 Kanada (faza grupowa) |
| CONCACAF     | Iván Barton              | David Morán Zachari Zeegelaar Kathryn Nesbitt    | Niemcy 1:2 Japonia (faza grupowa) Brazylia 1:0 Szwajcaria (faza grupowa) Anglia 3:0 Senegal (1/8 finału)                                                    |
| CONCACAF     | Ismail Elfath            | Kyle Atkins Corey Parker                         | Portugalia 3:2 Ghana (faza grupowa) Kamerun 1:0 Brazylia (faza grupowa) Japonia 1:1, k. 1:3 Chorwacja (1/8 finału)                                          |
| CONCACAF     | Mario Escobar            | Juan Carlos Mora Caleb Wales                     | Walia 0:2 Iran (faza grupowa) |
| CONCACAF     | Said Martínez            | Walter López Helpys Raymundo Feliz               | |
| CONCACAF     | César Arturo Ramos       | Miguel Hernández Alberto Morín                   | Dania 0:0 Tunezja (faza grupowa) Belgia 0:2 Maroko (faza grupowa) Portugalia 6:1 Szwajcaria (1/8 finału) Francja 2:0 Maroko (półfinał)                      |
| CONMEBOL     | Raphael Claus            | Rodrigo Figueiredo Danilo Simon                  | Anglia 6:2 Iran (faza grupowa) Kanada 1:2 Maroko (faza grupowa)                                                                                             |
| CONMEBOL     | Andrés Matonte           | Martín Soppi Nicolás Taran                       | Chorwacja 4:1 Kanada (faza grupowa) |
| CONMEBOL     | Kevin Ortega             | Michael Orué Jesús Sánchez                       | |
| CONMEBOL     | Fernando Rapallini       | Juan Pablo Belatti Diego Bonfá                   | Maroko 0:0 Chorwacja (faza grupowa) Serbia 2:3 Szwajcaria (faza grupowa) Maroko 0:0, k. 3:0 Hiszpania (1/8 finału)                                          |
| CONMEBOL     | Wilton Sampaio           | Bruno Boschilia Bruno Pires                      | Senegal 0:2 Holandia (faza grupowa) Polska 2:0 Arabia Saudyjska (faza grupowa) Holandia 3:1 Stany Zjednoczone (1/8 finału) Anglia 1:2 Francja (ćwierćfinał) |
| CONMEBOL     | Facundo Tello            | Ezequiel Brailovsky Gabriel Chade                | Szwajcaria 1:0 Kamerun (faza grupowa) Korea Południowa 2:1 Portugalia (faza grupowa) Maroko 1:0 Portugalia (ćwierćfinał)                                    |
| CONMEBOL     | Jesús Valenzuela         | Tulio Moreno Jorge Urrego                        | Anglia 0:0 Stany Zjednoczone (faza grupowa) Francja 3:1 Polska (1/8 finału)                                                                                 |
| OFC          | Matthew Conger           | Tevita Makasini Mark Rule                        | Tunezja 1:0 Francja (faza grupowa) |
| UEFA         | Stéphanie Frappart       | Neuza Back Karen Díaz Medina                     | Kostaryka 2:4 Niemcy (faza grupowa) |
| UEFA         | István Kovács            | Ovidiu Artene Vasile Marinescu                   | |
| UEFA         | Danny Makkelie           | Jan de Vries Hessel Steegstra                    | Hiszpania 1:1 Niemcy (faza grupowa) Polska 0:2 Argentyna (faza grupowa)                                                                                     |
| UEFA         | Szymon Marciniak         | Tomasz Listkiewicz Paweł Sokolnicki              | Francja 2:1 Dania (faza grupowa) Argentyna 2:1 Australia (1/8 finału) Argentyna 3:3, k. 4:2 Francja (finał)                                                 |
| UEFA         | Antonio Mateu Lahoz      | Pau Cebrián Devís Roberto Díaz Pérez del Palomar | Katar 1:3 Senegal (faza grupowa) Iran 0:1 Stany Zjednoczone (faza grupowa) Holandia 2:2, k. 3:4 Argentyna (ćwierćfinał)                                     |
| UEFA         | Michael Oliver           | Simon Bennett Stuart Burt                        | Japonia 0:1 Kostaryka (faza grupowa) Arabia Saudyjska 1:2 Meksyk (faza grupowa) Chorwacja 1:1, k. 4:2 Brazylia (ćwierćfinał)                                |
| UEFA         | Daniele Orsato           | Ciro Carbone Alessandro Giallatini               | Katar 0:2 Ekwador (faza grupowa) Argentyna 2:0 Meksyk (faza grupowa) Argentyna 3:0 Chorwacja (półfinał)                                                     |
| UEFA         | Daniel Siebert           | Rafael Foltyn Jan Seidel                         | Tunezja 0:1 Australia (faza grupowa) Ghana 0:2 Urugwaj (faza grupowa)                                                                                       |
| UEFA         | Anthony Taylor           | Gary Beswick Adam Nunn                           | Korea Południowa 2:3 Ghana (faza grupowa) Chorwacja 0:0 Belgia (faza grupowa)                                                                               |
| UEFA         | Clément Turpin           | Cyril Gringore Nicolas Danos                     | Urugwaj 0:0 Korea Południowa (faza grupowa) Ekwador 1:2 Senegal (faza grupowa) Brazylia 4:1 Korea Południowa (1/8 finału)                                   |
| UEFA         | Slavko Vinčić            | Tomaž Klančnik Andraž Kovačič                    | Argentyna 1:2 Arabia Saudyjska (faza grupowa) Walia 0:3 Anglia (faza grupowa)                                                                               |

### SędziowieVAR
| Konfederacja | Państwo           | Sędzia                        |
| ------------ | ----------------- | ----------------------------- |
| AFC          | Katar             | Abdulla Al Marri              |
| AFC          | Singapur          | Muhammad Taqi                 |
| AFC          | Australia         | Shaun Evans                   |
| CAF          | Maroko            | Rédouane Jiyed                |
| CAF          | Maroko            | Adil Zourak                   |
| CONCACAF     | Kanada            | Drew Fischer                  |
| CONCACAF     | Meksyk            | Fernando Guerrero Ramírez     |
| CONCACAF     | Stany Zjednoczone | Armando Villarreal            |
| CONMEBOL     | Chile             | Julio Bascuñán                |
| CONMEBOL     | Kolumbia          | Nicolás Gallo                 |
| CONMEBOL     | Urugwaj           | Leodán González               |
| CONMEBOL     | Wenezuela         | Juan Soto                     |
| CONMEBOL     | Argentyna         | Mauro Vigliano                |
| UEFA         | Francja           | Jérôme Brisard                |
| UEFA         | Niemcy            | Bastian Dankert               |
| UEFA         | Hiszpania         | Ricardo de Burgos Bengoetxea  |
| UEFA         | Niemcy            | Marco Fritz                   |
| UEFA         | Hiszpania         | Alejandro Hernández Hernández |
| UEFA         | Włochy            | Massimiliano Irrati           |
| UEFA         | Polska            | Tomasz Kwiatkowski            |
| UEFA         | Hiszpania         | Juan Martínez Munuera         |
| UEFA         | Francja           | Benoît Millot                 |
| UEFA         | Włochy            | Paolo Valeri                  |
| UEFA         | Holandia          | Pol van Boekel                |

## Uczestnicy

### Zakwalifikowane drużyny
| Drużyna           | Zakwalifikowany jako                           | Strefa   | Data kwalifikacji    | Ostatni występ | Najlepszy wynik                             | Wynik        |
| ----------------- | ---------------------------------------------- | -------- | -------------------- | -------------- | ------------------------------------------- | ------------ |
| Katar             | gospodarz                                      | AFC      | 2 grudnia 2010       | debiutant      | debiutant                                   | Faza grupowa |
| Iran              | zwycięzca grupy A 3. rundy kwalifikacji        | AFC      | 27 stycznia 2022     | 2018           | Faza grupowa (1978, 1998, 2006, 2014, 2018) | Faza grupowa |
| Arabia Saudyjska  | zwycięzca grupy B 3. rundy kwalifikacji        | AFC      | 24 marca 2022        | 2018           | 1/8 finału (1994)                           | Faza grupowa |
| Korea Południowa  | wicemistrz grupy A 3. rundy kwalifikacji       | AFC      | 1 lutego 2022        | 2018           | IV miejsce (2002)                           | 1/8 finału   |
| Japonia           | wicemistrz grupy B 3. rundy kwalifikacji       | AFC      | 24 marca 2022        | 2018           | 1/8 finału (2002, 2010, 2018)               | 1/8 finału   |
| Senegal           | zwycięzca 1 dwumeczu 3. rundy kwalifikacyjnej  | CAF      | 29 marca 2022        | 2018           | Ćwierćfinał (2002)                          | 1/8 finału   |
| Ghana             | zwycięzca 2 dwumeczu 3. rundy kwalifikacyjnej  | CAF      | 29 marca 2022        | 2014           | Ćwierćfinał (2010)                          | Faza grupowa |
| Kamerun           | zwycięzca 3 dwumeczu 3. rundy kwalifikacyjnej  | CAF      | 29 marca 2022        | 2014           | Ćwierćfinał (1990)                          | Faza grupowa |
| Maroko            | zwycięzca 4 dwumeczu 3. rundy kwalifikacyjnej  | CAF      | 29 marca 2022        | 2018           | 1/8 finału (1986)                           | IV miejsce   |
| Tunezja           | zwycięzca 5 dwumeczu 3. rundy kwalifikacyjnej  | CAF      | 29 marca 2022        | 2018           | Faza grupowa (1978, 1998, 2002, 2006, 2018) | Faza grupowa |
| Serbia            | zwycięzca grupy A                              | UEFA     | 14 listopada 2021    | 2018           | IV miejsce (1930, 1962)                     | Faza grupowa |
| Hiszpania         | zwycięzca grupy B                              | UEFA     | 14 listopada 2021    | 2018           | Mistrzostwo (2010)                          | 1/8 finału   |
| Szwajcaria        | zwycięzca grupy C                              | UEFA     | 15 listopada 2021    | 2018           | Ćwierćfinał (1934, 1938, 1954)              | 1/8 finału   |
| Francja           | zwycięzca grupy D                              | UEFA     | 13 listopada 2021    | 2018           | Mistrzostwo (1998, 2018)                    | II miejsce   |
| Belgia            | zwycięzca grupy E                              | UEFA     | 13 listopada 2021    | 2018           | III miejsce (2018)                          | Faza grupowa |
| Dania             | zwycięzca grupy F                              | UEFA     | 12 października 2021 | 2018           | Ćwierćfinał (1998)                          | Faza grupowa |
| Holandia          | zwycięzca grupy G                              | UEFA     | 16 listopada 2021    | 2014           | II miejsce (1974, 1978, 2010)               | Ćwierćfinał  |
| Chorwacja         | zwycięzca grupy H                              | UEFA     | 14 listopada 2021    | 2018           | II miejsce (2018)                           | III miejsce  |
| Anglia            | zwycięzca grupy I                              | UEFA     | 15 listopada 2021    | 2018           | Mistrzostwo (1966)                          | Ćwierćfinał  |
| Niemcy            | zwycięzca grupy J                              | UEFA     | 11 października 2021 | 2018           | Mistrzostwo (1954, 1974, 1990, 2014)        | Faza grupowa |
| Walia             | zwycięzca barażu ścieżki A                     | UEFA     | 5 czerwca 2022       | 1958           | Ćwierćfinał (1958)                          | Faza grupowa |
| Polska            | zwycięzca barażu ścieżki B                     | UEFA     | 29 marca 2022        | 2018           | III miejsce (1974, 1982)                    | 1/8 finału   |
| Portugalia        | zwycięzca barażu ścieżki C                     | UEFA     | 29 marca 2022        | 2018           | III miejsce (1966)                          | Ćwierćfinał  |
| Brazylia          | zwycięzca kwalifikacji                         | CONMEBOL | 11 listopada 2021    | 2018           | Mistrzostwo (1958, 1962, 1970, 1994, 2002)  | Ćwierćfinał  |
| Argentyna         | wicemistrz kwalifikacji                        | CONMEBOL | 17 listopada 2021    | 2018           | Mistrzostwo (1978, 1986)                    | Mistrzostwo  |
| Urugwaj           | trzecie miejsce w kwalifikacjach               | CONMEBOL | 25 marca 2022        | 2018           | Mistrzostwo (1930, 1950)                    | Faza grupowa |
| Ekwador           | czwarte miejsce w kwalifikacjach               | CONMEBOL | 25 marca 2022        | 2014           | 1/8 finału (2006)                           | Faza grupowa |
| Kanada            | zwycięzca rundy finałowej eliminacji           | CONCACAF | 27 marca 2022        | 1986           | Faza grupowa (1986)                         | Faza grupowa |
| Meksyk            | wicemistrz rundy finałowej eliminacji          | CONCACAF | 31 marca 2022        | 2018           | Ćwierćfinał (1970, 1986)                    | Faza grupowa |
| Stany Zjednoczone | trzecie miejsce w rundzie finałowej eliminacji | CONCACAF | 31 marca 2022        | 2014           | III miejsce (1930)                          | 1/8 finału   |
| Australia         | zwycięzca barażu interkontynentalnego          | AFC      | 13 czerwca 2022      | 2018           | 1/8 finału (2006)                           | 1/8 finału   |
| Kostaryka         | zwycięzca barażu interkontynentalnego          | CONCACAF | 14 czerwca 2022      | 2018           | Ćwierćfinał (2014)                          | Faza grupowa |

## Losowanie
Losowanie odbyło się w Doha Exhibition & Convention Center (DECC) w Katarze 1 kwietnia 2022 r. o godzinie 19:00 czasu lokalnego, przed zakończeniem kwalifikacji. Dwaj zwycięzcy baraży interkontynentalnych i zwycięzca Ścieżki A baraży UEFA nie byli znani w czasie losowania.
Przed losowaniem, 32 drużyny zostały przydzielone do czterech koszyków na podstawie światowego rankingu FIFA z 31 marca 2022 roku. W pierwszym koszyku znalazła się ekipa gospodarzy (która została automatycznie przypisana do pozycji A1) oraz siedem najlepszych drużyn. Koszyk drugi zawierał osiem następnych najlepszych drużyn, a osiem kolejnych najlepszych zespołów trafiło do koszyka 3. Koszyk 4 zawierał pięć drużyn z najniższymi miejscami, oraz 3 miejsca zarezerwowane dla dwóch zwycięzców baraży interkontynentalnych oraz dla zwycięzcy baraży UEFA (ścieżka A). Drużyny z tej samej konfederacji nie mogą trafić do tej samej grupy – wyjątkiem są drużyny z federacji UEFA, które mogą mieć co najwyżej dwóch przedstawicieli w grupie. Ta zasada miała również zastosowanie do drużyn które awansują w ramach baraży, z ograniczeniami na podstawie konfederacji obu potencjalnych zwycięzców baraży interkontynetalnych. Losowanie rozpoczęło się od koszyka 1 i zakończyło na koszyku 4, przy czym każda drużyna po wylosowaniu została przydzielona alfabetycznie do pierwszej dostępnej grupy. Pozycja dla zespołu w grupie została następnie wylosowana, a zespoły z koszyka 1 zostały automatycznie wylosowane na pozycję 1 w każdej grupie.
Harmonogram meczów został potwierdzony przez FIFA 15 lipca 2020 r. Mecz otwarcia z udziałem reprezentacji gospodarzy (Kataru) został rozegrany 20 listopada 2022 r. o godzinie 19:00 czasu lokalnego (UTC+3) na stadionie Al Bayt. W fazie grupowej każdego dnia były rozgrywane cztery mecze, z godzinami rozpoczęcia: 13:00, 16:00, 19:00 i 22:00 w pierwszych dwóch rundach oraz 18:00 i 22:00 w jednoczesne rozpoczęcie ostatniej rundy i meczów fazy pucharowej. Mecz o trzecie miejsce został rozegrany 17 grudnia 2022 na stadionie Khalifa International Stadium, a finał odbył się 18 grudnia 2022 na stadionie Lusail Iconic, oba o 16:00.
W przeciwieństwie do poprzednich turniejów, w których miejsca meczu i godziny rozpoczęcia każdego spotkania były ustalane przed losowaniem, przypisanie spotkań grupowych każdego dnia meczu do określonego miejsca i godziny rozpoczęcia nastąpiło dopiero po losowaniu fazy grupowej i gdy znane były zespoły z każdego konkretnego spotkania. Wynikało to prawdopodobnie z bliskiego sąsiedztwa obiektów, co pozwoliło organizatorom zoptymalizować alokację stadionów dla widzów i godziny rozpoczęcia dla widzów. Mecze fazy grupowej dla każdej grupy zostały przydzielone na następujące stadiony:
- Grupy A, B, E, F: Al Bayt Stadium, Stadion Międzynarodowy Chalifa, Al Thumama Stadium, Ahmed bin Ali Stadium;
- Grupy C, D, G, H: Lusail Stadium, Stadium 974, Education City Stadium, Al Janoub Stadium

### Podział na koszyki
Liczba w nawiasie oznacza miejsce w rankingu FIFA w marcu 2022 roku.
| Koszyk 1 | Koszyk 2 | Koszyk 3 | Koszyk 4 |
| --- | --- | --- | --- |
| - Katar (51, przypisany do grupy A) - Brazylia (1) - Belgia (2) - Francja (3) - Argentyna (4) - Anglia (5) - Hiszpania (7) - Portugalia (8) | - Meksyk (9) - Holandia (10) - Dania (11) - Niemcy (12) - Urugwaj (13) - Szwajcaria (14) - Stany Zjednoczone (15) - Chorwacja (16) | - Senegal (20) - Iran (21) - Japonia (23) - Maroko (24) - Serbia (25) - Polska (26) - Korea Południowa (29) - Tunezja (35) | - Kamerun (37) - Kanada (38) - Ekwador (46) - Arabia Saudyjska (49) - Ghana (60) - Walia (18) - Australia (42) - Kostaryka (31) |

## Faza grupowa
O końcowej kolejności drużyn w każdej grupie decydowała:
1. Liczba punktów uzyskana przez drużyny we wszystkich meczach grupowych;
2. Bilans bramek uzyskany we wszystkich meczach grupowych;
3. Liczba goli strzelonych przez drużyny we wszystkich meczach grupowych;
4. Liczba punktów uzyskana w meczach między zainteresowanymi drużynami (dla których wcześniejsze kryteria są identyczne);
5. Bilans bramek uzyskany w meczach między zainteresowanymi drużynami;
6. Liczba goli strzelonych w meczach między zainteresowanymi drużynami;
7. Punkty fair play we wszystkich meczach grupowych (tylko jedna z poniższych pozycji może być zastosowana do jednego gracza w jednym meczu):
  - Żółta kartka: –1 punkt,
  - Dwie żółte kartki: –3 punkty,
  - Czerwona kartka: –4 punkty,
  - Żółta i czerwona kartka: –5 punktów;
8. Losowanie.

Legenda do tabelek:
- Pkt – liczba punktów
- M – liczba meczów
- W – wygrane
- R – remisy
- P – porażki
- Br+ – bramki zdobyte
- Br− – bramki stracone
- +/− – bilans bramek
- FP – fair play

Dwie pierwsze drużyny z każdej grupy awansowały do dalszych gier.

### Grupa A
| Zespół   | Pkt | M | W | R | P | Br+ | Br− | +/− | FP |
| -------- | --- | - | - | - | - | --- | --- | --- | -- |
| Holandia | 7   | 3 | 2 | 1 | 0 | 5   | 1   | +4  | -2 |
| Senegal  | 6   | 3 | 2 | 0 | 1 | 5   | 4   | +1  | -6 |
| Ekwador  | 4   | 3 | 1 | 1 | 1 | 4   | 3   | +1  | -3 |
| Katar    | 0   | 3 | 0 | 0 | 3 | 1   | 7   | -6  | -7 |

| Mecz 1 20 listopada 2022 17:00 CET | Katar | 0:2(0:2)Raport | Ekwador · 16' (k.), 31' Valencia | Al Bayt Stadium, Al-Chaur Widzów: 67 372 Sędzia: Daniele Orsato |
|                                    |       |                |                                  |                                                                 |

| Mecz 2 21 listopada 2022 17:00 CET | Senegal | 0:2(0:0)Raport | Holandia · 84' Gakpo · 90+9' Klaassen | Al Thumama Stadium, Doha Widzów: 41 721 Sędzia: Wilton Sampaio |
|                                    |         |                |                                       |                                                                |

| Mecz 18 25 listopada 2022 14:00 CET | Katar · Muntari 78' | 1:3(0:1)Raport | Senegal · 41' Dia · 48' Diédhiou · 84' Dieng | Al Thumama Stadium, Doha Widzów: 41 797 Sędzia: Antonio Mateu Lahoz |
|                                     |                     |                |                                              |                                                                     |

| Mecz 19 25 listopada 2022 17:00 CET | Holandia · Gakpo 6' | 1:1(1:0)Raport | Ekwador · 49' Valencia | Stadion Międzynarodowy Chalifa, Ar-Rajjan Widzów: 44 833 Sędzia: Mustapha Ghorbal |
|                                     |                     |                |                        |                                                                                   |

| Mecz 35 29 listopada 2022 16:00 CET | Ekwador · Caicedo 67' | 1:2(0:1)Raport | Senegal · 44' (k.) I. Sarr · 70' Koulibaly | Stadion Międzynarodowy Chalifa, Ar-Rajjan Widzów: 44 569 Sędzia: Clément Turpin |
|                                     |                       |                |                                            |                                                                                 |

| Mecz 36 29 listopada 2022 16:00 CET | Holandia · Gakpo 26' · F. de Jong 49' | 2:0(1:0)Raport | Katar | Al Bayt Stadium, Al-Chaur Widzów: 66 784 Sędzia: Bakary Gassama |
|                                     |                                       |                |       |                                                                 |

### Grupa B
| Zespół            | Pkt | M | W | R | P | Br+ | Br− | +/− | FP |
| ----------------- | --- | - | - | - | - | --- | --- | --- | -- |
| Anglia            | 7   | 3 | 2 | 1 | 0 | 9   | 2   | +7  | 0  |
| Stany Zjednoczone | 5   | 3 | 1 | 2 | 0 | 2   | 1   | +1  | -5 |
| Iran              | 3   | 3 | 1 | 0 | 2 | 4   | 7   | -3  | -7 |
| Walia             | 1   | 3 | 0 | 1 | 2 | 1   | 6   | -5  | -9 |

| Mecz 3 21 listopada 2022 14:00 CET | Anglia · Bellingham 35' · Saka 43', 62' · Sterling 45+1' · Rashford 71' · Grealish 90' | 6:2(3:0)Raport | Iran · 65', 90+13' (k.) Taremi | Stadion Międzynarodowy Chalifa, Ar-Rajjan Widzów: 45 334 Sędzia: Raphael Claus |
|                                    |                                                                                        |                |                                |                                                                                |

| Mecz 4 21 listopada 2022 20:00 CET | Stany Zjednoczone · Weah 36' | 1:1(1:0)Raport | Walia · 82' (k.) Bale | Ahmed bin Ali Stadium, Ar-Rajjan Widzów: 43 418 Sędzia: Abdulrahman Al-Jassim |
|                                    |                              |                |                       |                                                                               |

| Mecz 17 25 listopada 2022 11:00 CET | Walia | 0:2(0:0)Raport | Iran · 90+8' Czeszmi · 90+11' Rezajijan | Ahmed bin Ali Stadium, Ar-Rajjan Widzów: 40 875 Sędzia: Mario Escobar |
|                                     |       |                |                                         |                                                                       |

| Mecz 20 25 listopada 2022 20:00 CET | Anglia | 0:0(0:0)Raport | Stany Zjednoczone | Al Bayt Stadium, Al-Chaur Widzów: 68 463 Sędzia: Jesús Valenzuela |
|                                     |        |                |                   |                                                                   |

| Mecz 33 29 listopada 2022 20:00 CET | Walia | 0:3(0:0)Raport | Anglia · 50', 68' Rashford · 51' Foden | Ahmed bin Ali Stadium, Ar-Rajjan Widzów: 44 297 Sędzia: Slavko Vinčić |
|                                     |       |                |                                        |                                                                       |

| Mecz 34 29 listopada 2022 20:00 CET | Iran | 0:1(0:1)Raport | Stany Zjednoczone · 38' Pulisic | Al Thumama Stadium, Doha Widzów: 42 127 Sędzia: Antonio Mateu Lahoz |
|                                     |      |                |                                 |                                                                     |

### Grupa C
| Zespół           | Pkt | M | W | R | P | Br+ | Br− | +/− | FP  |
| ---------------- | --- | - | - | - | - | --- | --- | --- | --- |
| Argentyna        | 6   | 3 | 2 | 0 | 1 | 5   | 2   | +3  | -2  |
| Polska           | 4   | 3 | 1 | 1 | 1 | 2   | 2   | 0   | -5  |
| Meksyk           | 4   | 3 | 1 | 1 | 1 | 2   | 3   | -1  | -7  |
| Arabia Saudyjska | 3   | 3 | 1 | 0 | 2 | 3   | 5   | -2  | -14 |

| Mecz 8 22 listopada 2022 11:00 CET | Argentyna · Messi 10' (k.) | 1:2(1:0)Raport | Arabia Saudyjska · 48' Al-Shehri · 53' ad-Dausari | Lusail Stadium, Lusajl Widzów: 88 012 Sędzia: Slavko Vinčić |
|                                    |                            |                |                                                   |                                                             |

| Mecz 7 22 listopada 2022 17:00 CET | Meksyk | 0:0(0:0)Raport | Polska | Stadium 974, Doha Widzów: 39 369 Sędzia: Chris Beath |
|                                    |        |                |        |                                                      |

| Mecz 22 26 listopada 2022 14:00 CET | Polska · Zieliński 39' · Lewandowski 82' | 2:0(1:0)Raport | Arabia Saudyjska | Education City Stadium, Ar-Rajjan Widzów: 44 259 Sędzia: Wilton Sampaio |
|                                     |                                          |                |                  |                                                                         |

| Mecz 24 26 listopada 2022 20:00 CET | Argentyna · Messi 64' · Fernández 87' | 2:0(0:0)Raport | Meksyk | Lusail Stadium, Lusajl Widzów: 88 966 Sędzia: Daniele Orsato |
|                                     |                                       |                |        |                                                              |

| Mecz 39 30 listopada 2022 20:00 CET | Polska | 0:2(0:0)Raport | Argentyna · 46' Mac Allister · 67' Álvarez | Stadium 974, Doha Widzów: 44 089 Sędzia: Danny Makkelie |
|                                     |        |                |                                            |                                                         |

| Mecz 40 30 listopada 2022 20:00 CET | Arabia Saudyjska · ad-Dausari 90+5' | 1:2(0:0)Raport | Meksyk · 47' Martín · 52' Chávez | Lusail Stadium, Lusajl Widzów: 84 985 Sędzia: Michael Oliver |
|                                     |                                     |                |                                  |                                                              |

### Grupa D
| Zespół    | Pkt | M | W | R | P | Br+ | Br− | +/− | FP |
| --------- | --- | - | - | - | - | --- | --- | --- | -- |
| Francja   | 6   | 3 | 2 | 0 | 1 | 6   | 3   | +3  | -1 |
| Australia | 6   | 3 | 2 | 0 | 1 | 3   | 4   | -1  | -5 |
| Tunezja   | 4   | 3 | 1 | 1 | 1 | 1   | 1   | 0   | -5 |
| Dania     | 1   | 3 | 0 | 1 | 2 | 1   | 3   | -2  | -5 |

| Mecz 6 22 listopada 2022 14:00 CET | Dania | 0:0(0:0)Raport | Tunezja | Education City Stadium, Ar-Rajjan Widzów: 42 925 Sędzia: César Arturo Ramos |
|                                    |       |                |         |                                                                             |

| Mecz 5 22 listopada 2022 20:00 CET | Francja · Rabiot 27' · Giroud 32', 71' · Mbappé 68' | 4:1(2:1)Raport | Australia · 9' Goodwin | Al Janoub Stadium, Al-Wakra Widzów: 40 875 Sędzia: Victor Gomes |
|                                    |                                                     |                |                        |                                                                 |

| Mecz 21 26 listopada 2022 11:00 CET | Tunezja | 0:1(0:1)Raport | Australia · 23' Duke | Al Janoub Stadium, Al-Wakra Widzów: 41 823 Sędzia: Daniel Siebert |
|                                     |         |                |                      |                                                                   |

| Mecz 23 26 listopada 2022 17:00 CET | Francja · Mbappé 61', 86' | 2:1(0:0)Raport | Dania · 68' A. Christensen | Stadium 974, Doha Widzów: 42 860 Sędzia: Szymon Marciniak |
|                                     |                           |                |                            |                                                           |

| Mecz 37 30 listopada 2022 16:00 CET | Australia · Leckie 60' | 1:0(0:0)Raport | Dania | Al Janoub Stadium, Al-Wakra Widzów: 41 232 Sędzia: Mustapha Ghorbal |
|                                     |                        |                |       |                                                                     |

| Mecz 38 30 listopada 2022 16:00 CET | Tunezja · Khazri 58' | 1:0(0:0)Raport | Francja | Education City Stadium, Ar-Rajjan Widzów: 43 627 Sędzia: Matthew Conger |
|                                     |                      |                |         |                                                                         |

### Grupa E
| Zespół    | Pkt | M | W | R | P | Br+ | Br− | +/− | FP |
| --------- | --- | - | - | - | - | --- | --- | --- | -- |
| Japonia   | 6   | 3 | 2 | 0 | 1 | 4   | 3   | +1  | -6 |
| Hiszpania | 4   | 3 | 1 | 1 | 1 | 9   | 3   | +6  | -1 |
| Niemcy    | 4   | 3 | 1 | 1 | 1 | 6   | 5   | +1  | -3 |
| Kostaryka | 3   | 3 | 1 | 0 | 2 | 3   | 11  | -8  | -6 |

| Mecz 11 23 listopada 2022 14:00 CET | Niemcy · Gündoğan 33' (k.) | 1:2(1:0)Raport | Japonia · 75' Dōan · 83' Asano | Stadion Międzynarodowy Chalifa, Ar-Rajjan Widzów: 42 608 Sędzia: Iván Barton |
|                                     |                            |                |                                |                                                                              |

| Mecz 10 23 listopada 2022 17:00 CET | Hiszpania · Olmo 11' · Asensio 21' · F. Torres 31' (k.), 54' · Gavi 74' · Soler 90' · Morata 90+2' | 7:0(3:0)Raport | Kostaryka | Al Thumama Stadium, Doha Widzów: 40 013 Sędzia: Mohammed Abdulla Mohamed |
|                                     | |                |           |                                                                          |

| Mecz 25 27 listopada 2022 11:00 CET | Japonia | 0:1(0:0)Raport | Kostaryka · 81' Fuller | Ahmed bin Ali Stadium, Ar-Rajjan Widzów: 41 479 Sędzia: Michael Oliver |
|                                     |         |                |                        |                                                                        |

| Mecz 28 27 listopada 2022 20:00 CET | Hiszpania · Morata 62' | 1:1(0:0)Raport | Niemcy · 83' Füllkrug | Al Bayt Stadium, Al-Chaur Widzów: 68 895 Sędzia: Danny Makkelie |
|                                     |                        |                |                       |                                                                 |

| Mecz 43 1 grudnia 2022 20:00 CET | Japonia · Dōan 48' · Tanaka 51' | 2:1(0:1)Raport | Hiszpania · 11' Morata | Stadion Międzynarodowy Chalifa, Ar-Rajjan Widzów: 44 851 Sędzia: Victor Gomes |
|                                  |                                 |                |                        |                                                                               |

| Mecz 44 1 grudnia 2022 20:00 CET | Kostaryka · Tejeda 58' · Vargas 70' | 2:4(0:1)Raport | Niemcy · 10' Gnabry · 73', 85' Havertz · 89' Füllkrug | Al Bayt Stadium, Al-Chaur Widzów: 67 054 Sędzia: Stéphanie Frappart |
|                                  |                                     |                |                                                       |                                                                     |

### Grupa F
| Zespół    | Pkt | M | W | R | P | Br+ | Br− | +/− | FP |
| --------- | --- | - | - | - | - | --- | --- | --- | -- |
| Maroko    | 7   | 3 | 2 | 1 | 0 | 4   | 1   | +3  | -2 |
| Chorwacja | 5   | 3 | 1 | 2 | 0 | 4   | 1   | +3  | -2 |
| Belgia    | 4   | 3 | 1 | 1 | 1 | 1   | 2   | -1  | -5 |
| Kanada    | 0   | 3 | 0 | 0 | 3 | 2   | 7   | -5  | -8 |

| Mecz 12 23 listopada 2022 11:00 CET | Maroko | 0:0(0:0)Raport | Chorwacja | Al Bayt Stadium, Al-Chaur Widzów: 59 407 Sędzia: Fernando Rapallini |
|                                     |        |                |           |                                                                     |

| Mecz 9 23 listopada 2022 20:00 CET | Belgia · Batshuayi 44' | 1:0(1:0)Raport | Kanada | Ahmed bin Ali Stadium, Ar-Rajjan Widzów: 40 432 Sędzia: Janny Sikazwe |
|                                    |                        |                |        |                                                                       |

| Mecz 26 27 listopada 2022 14:00 CET | Belgia | 0:2(0:0)Raport | Maroko · 73' Saïss · 90+2' Aboukhlal | Al Thumama Stadium, Doha Widzów: 43 738 Sędzia: César Arturo Ramos |
|                                     |        |                |                                      |                                                                    |

| Mecz 27 27 listopada 2022 17:00 CET | Chorwacja · Kramarić 36', 70' · Livaja 44' · Majer 90+4' | 4:1(2:1)Raport | Kanada · 2' Davies | Stadion Międzynarodowy Chalifa, Ar-Rajjan Widzów: 44 374 Sędzia: Andrés Matonte |
|                                     |                                                          |                |                    |                                                                                 |

| Mecz 41 1 grudnia 2022 16:00 CET | Chorwacja | 0:0(0:0)Raport | Belgia | Ahmed bin Ali Stadium, Ar-Rajjan Widzów: 43 984 Sędzia: Anthony Taylor |
|                                  |           |                |        |                                                                        |

| Mecz 42 1 grudnia 2022 16:00 CET | Kanada · Aguerd 40' (sam.) | 1:2(1:2)Raport | Maroko · 4' Ziyech · 23' En-Nesyri | Al Thumama Stadium, Doha Widzów: 43 102 Sędzia: Raphael Claus |
|                                  |                            |                |                                    |                                                               |

### Grupa G
| Zespół     | Pkt | M | W | R | P | Br+ | Br− | +/− | FP  |
| ---------- | --- | - | - | - | - | --- | --- | --- | --- |
| Brazylia   | 6   | 3 | 2 | 0 | 1 | 3   | 1   | +2  | -3  |
| Szwajcaria | 6   | 3 | 2 | 0 | 1 | 4   | 3   | +1  | -7  |
| Kamerun    | 4   | 3 | 1 | 1 | 1 | 4   | 4   | 0   | -9  |
| Serbia     | 1   | 3 | 0 | 1 | 2 | 5   | 8   | -3  | -12 |

| Mecz 13 24 listopada 2022 11:00 CET | Szwajcaria · Embolo 48' | 1:0(0:0)Raport | Kamerun | Al Janoub Stadium, Al-Wakra Widzów: 39 089 Sędzia: Facundo Tello |
|                                     |                         |                |         |                                                                  |

| Mecz 16 24 listopada 2022 20:00 CET | Brazylia · Richarlison 62', 73' | 2:0(0:0)Raport | Serbia | Lusail Stadium, Lusajl Widzów: 88 103 Sędzia: Alireza Faghani |
|                                     |                                 |                |        |                                                               |

| Mecz 29 28 listopada 2022 11:00 CET | Kamerun · Castelletto 29' · Aboubakar 63' · Choupo-Moting 66' | 3:3(1:2)Raport | Serbia · 45+1' Pavlović · 45+3' S. Milinković-Savić · 53' A. Mitrović | Al Janoub Stadium, Al-Wakra Widzów: 39 789 Sędzia: Mohammed Abdulla Mohamed |
|                                     |                                                               |                |                                                                       |                                                                             |

| Mecz 31 28 listopada 2022 17:00 CET | Brazylia · Casemiro 83' | 1:0(0:0)Raport | Szwajcaria | Stadium 974, Doha Widzów: 43 649 Sędzia: Iván Barton |
|                                     |                         |                |            |                                                      |

| Mecz 47 2 grudnia 2022 20:00 CET | Serbia · A. Mitrović 26' · Vlahović 35' | 2:3(2:2)Raport | Szwajcaria · 20' Shaqiri · 44' Embolo · 48' Freuler | Stadium 974, Doha Widzów: 41 378 Sędzia: Fernando Rapallini |
|                                  |                                         |                |                                                     |                                                             |

| Mecz 48 2 grudnia 2022 20:00 CET | Kamerun · Aboubakar 90+2' | 1:0(0:0)Raport | Brazylia | Lusail Stadium, Lusajl Widzów: 85 986 Sędzia: Ismail Elfath |
|                                  |                           |                |          |                                                             |

### Grupa H
| Zespół           | Pkt | M | W | R | P | Br+ | Br− | +/− | FP |
| ---------------- | --- | - | - | - | - | --- | --- | --- | -- |
| Portugalia       | 6   | 3 | 2 | 0 | 1 | 6   | 4   | +2  | -5 |
| Korea Południowa | 4   | 3 | 1 | 1 | 1 | 4   | 4   | 0   | -5 |
| Urugwaj          | 4   | 3 | 1 | 1 | 1 | 2   | 2   | 0   | -8 |
| Ghana            | 3   | 3 | 1 | 0 | 2 | 5   | 7   | -2  | -8 |

| Mecz 14 24 listopada 2022 14:00 CET | Urugwaj | 0:0(0:0)Raport | Korea Południowa | Education City Stadium, Ar-Rajjan Widzów: 41 663 Sędzia: Clément Turpin |
|                                     |         |                |                  |                                                                         |

| Mecz 15 24 listopada 2022 17:00 CET | Portugalia · Ronaldo 65' (k.) · Félix 78' · Leão 80' | 3:2(0:0)Raport | Ghana · 73' A. Ayew · 89' Bukari | Stadium 974, Doha Widzów: 42 662 Sędzia: Ismail Elfath |
|                                     |                                                      |                |                                  |                                                        |

| Mecz 30 28 listopada 2022 14:00 CET | Korea Południowa · Cho G. 58', 61' | 2:3(0:2)Raport | Ghana · 24' Salisu · 34', 68' Kudus | Education City Stadium, Ar-Rajjan Widzów: 43 983 Sędzia: Anthony Taylor |
|                                     |                                    |                |                                     |                                                                         |

| Mecz 32 28 listopada 2022 20:00 CET | Portugalia · Fernandes 54', 90+3' (k.) | 2:0(0:0)Raport | Urugwaj | Lusail Stadium, Lusajl Widzów: 88 668 Sędzia: Alireza Faghani |
|                                     |                                        |                |         |                                                               |

| Mecz 45 2 grudnia 2022 16:00 CET | Ghana | 0:2(0:2)Raport | Urugwaj · 26', 32' de Arrascaeta | Al Janoub Stadium, Al-Wakra Widzów: 43 443 Sędzia: Daniel Siebert |
|                                  |       |                |                                  |                                                                   |

| Mecz 46 2 grudnia 2022 16:00 CET | Korea Południowa · Kim Y. 27' · Hwang H. 90+1' | 2:1(1:1)Raport | Portugalia · 5' Horta | Education City Stadium, Ar-Rajjan Widzów: 44 097 Sędzia: Facundo Tello |
|                                  |                                                |                |                       |                                                                        |

## Faza pucharowa
Faza pucharowa (od 1/8 finału) rozgrywana była systemem pucharowym, z jednym dodatkowym meczem o trzecie miejsce.
|  |                       |                   |                       |                    |                   |                   |                       |                   |                   |                   |                        |                        |                        |  |  |       |       |       |
|  | 1/8 finału            | 1/8 finału        | 1/8 finału            |                    |                   | Ćwierćfinały      | Ćwierćfinały          | Ćwierćfinały      |                   |                   | Półfinały              | Półfinały              | Półfinały              |  |  | Finał | Finał | Finał |
|  | 1/8 finału            | 1/8 finału        | 1/8 finału            |                    |                   | Ćwierćfinały      | Ćwierćfinały          | Ćwierćfinały      |                   |                   | Półfinały              | Półfinały              | Półfinały              |  |  | Finał | Finał | Finał |
|  | 3 grudnia – Ar-Rajjan |                   |                       |                    |                   |                   |                       |                   |                   |                   |                        |                        |                        |  |  |       |       |       |
|  |                       |                   |                       |                    |                   |                   |                       |                   |                   |                   |                        |                        |                        |  |  |       |       |       |
|  | Holandia              | Holandia          | 3                     |                    |                   |                   |                       |                   |                   |                   |                        |                        |                        |  |  |       |       |       |
|  | Holandia              | Holandia          | 3                     | 9 grudnia – Lusajl |                   |                   |                       |                   |                   |                   |                        |                        |                        |  |  |       |       |       |
|  | Stany Zjednoczone     | Stany Zjednoczone | 1                     |                    |                   |                   |                       |                   |                   |                   |                        |                        |                        |  |  |       |       |       |
|  | Stany Zjednoczone     | Stany Zjednoczone | 1                     |                    |                   | Holandia          | Holandia              | 2(3)              |                   |                   |                        |                        |                        |  |  |       |       |       |
|  | 3 grudnia – Ar-Rajjan |                   |                       |                    |                   | Holandia          | Holandia              | 2(3)              |                   |                   |                        |                        |                        |  |  |       |       |       |
|  |                       |                   | Argentyna             | Argentyna          | 2(4)              |                   |                       |                   |                   |                   |                        |                        |                        |  |  |       |       |       |
|  | Argentyna             | Argentyna         | Argentyna             | Argentyna          | 2(4)              | 2                 |                       |                   |                   |                   |                        |                        |                        |  |  |       |       |       |
|  | Argentyna             | Argentyna         |                       |                    |                   | 2                 | 13 grudnia – Lusajl   |                   |                   |                   |                        |                        |                        |  |  |       |       |       |
|  | Australia             | Australia         | 1                     |                    |                   |                   |                       |                   |                   |                   |                        |                        |                        |  |  |       |       |       |
|  | Australia             | Australia         | 1                     |                    |                   | Argentyna         | Argentyna             | 3                 |                   |                   |                        |                        |                        |  |  |       |       |       |
|  | 5 grudnia – Al-Wakra  |                   |                       |                    |                   | Argentyna         | Argentyna             | 3                 |                   |                   |                        |                        |                        |  |  |       |       |       |
|  |                       |                   | Chorwacja             | Chorwacja          | 0                 |                   |                       |                   |                   |                   |                        |                        |                        |  |  |       |       |       |
|  | Japonia               | Japonia           | Chorwacja             | Chorwacja          | 0                 | 1(1)              |                       |                   |                   |                   |                        |                        |                        |  |  |       |       |       |
|  | Japonia               | Japonia           | 9 grudnia – Ar-Rajjan |                    |                   | 1(1)              |                       |                   |                   |                   |                        |                        |                        |  |  |       |       |       |
|  | Chorwacja             | Chorwacja         | 1(3)                  |                    |                   |                   |                       |                   |                   |                   |                        |                        |                        |  |  |       |       |       |
|  | Chorwacja             | Chorwacja         | 1(3)                  |                    |                   | Chorwacja         | Chorwacja             | 1(4)              |                   |                   |                        |                        |                        |  |  |       |       |       |
|  | 5 grudnia – Doha      |                   |                       |                    |                   | Chorwacja         | Chorwacja             | 1(4)              |                   |                   |                        |                        |                        |  |  |       |       |       |
|  |                       |                   | Brazylia              | Brazylia           | 1(2)              |                   |                       |                   |                   |                   |                        |                        |                        |  |  |       |       |       |
|  | Brazylia              | Brazylia          | Brazylia              | Brazylia           | 1(2)              | 4                 |                       |                   |                   |                   |                        |                        |                        |  |  |       |       |       |
|  | Brazylia              | Brazylia          |                       |                    |                   | 4                 | 18 grudnia – Lusajl   |                   |                   |                   |                        |                        |                        |  |  |       |       |       |
|  | Korea Południowa      | Korea Południowa  | 1                     |                    |                   |                   |                       |                   |                   |                   |                        |                        |                        |  |  |       |       |       |
|  | Korea Południowa      | Korea Południowa  | 1                     |                    |                   | Argentyna         | Argentyna             | 3(4)              |                   |                   |                        |                        |                        |  |  |       |       |       |
|  | 4 grudnia – Al-Chaur  |                   |                       |                    |                   | Argentyna         | Argentyna             | 3(4)              |                   |                   |                        |                        |                        |  |  |       |       |       |
|  |                       |                   | Francja               | Francja            | 3(2)              |                   |                       |                   |                   |                   |                        |                        |                        |  |  |       |       |       |
|  | Anglia                | Anglia            | Francja               | Francja            | 3(2)              | 3                 |                       |                   |                   |                   |                        |                        |                        |  |  |       |       |       |
|  | Anglia                | Anglia            | 10 grudnia – Al-Chaur |                    |                   | 3                 |                       |                   |                   |                   |                        |                        |                        |  |  |       |       |       |
|  | Senegal               | Senegal           | 0                     |                    |                   |                   |                       |                   |                   |                   |                        |                        |                        |  |  |       |       |       |
|  | Senegal               | Senegal           | 0                     |                    |                   | Anglia            | Anglia                | 1                 |                   |                   |                        |                        |                        |  |  |       |       |       |
|  | 4 grudnia – Doha      |                   |                       |                    |                   | Anglia            | Anglia                | 1                 |                   |                   |                        |                        |                        |  |  |       |       |       |
|  |                       |                   | Francja               | Francja            | 2                 |                   |                       |                   |                   |                   |                        |                        |                        |  |  |       |       |       |
|  | Francja               | Francja           | Francja               | Francja            | 2                 | 3                 |                       |                   |                   |                   |                        |                        |                        |  |  |       |       |       |
|  | Francja               | Francja           |                       |                    |                   | 3                 | 14 grudnia – Al-Chaur |                   |                   |                   |                        |                        |                        |  |  |       |       |       |
|  | Polska                | Polska            | 1                     |                    |                   |                   |                       |                   |                   |                   |                        |                        |                        |  |  |       |       |       |
|  | Polska                | Polska            | 1                     |                    |                   | Francja           | Francja               | 2                 |                   |                   |                        |                        |                        |  |  |       |       |       |
|  | 6 grudnia – Ar-Rajjan |                   |                       |                    |                   | Francja           | Francja               | 2                 |                   |                   |                        |                        |                        |  |  |       |       |       |
|  |                       |                   | Maroko                | Maroko             | 0                 |                   |                       | Mecz o 3. miejsce | Mecz o 3. miejsce | Mecz o 3. miejsce |                        |                        |                        |  |  |       |       |       |
|  | Maroko                | Maroko            | Maroko                | Maroko             | 0                 | 0(3)              |                       |                   |                   | Mecz o 3. miejsce |                        |                        |                        |  |  |       |       |       |
|  | Maroko                | Maroko            |                       |                    | 10 grudnia – Doha | 10 grudnia – Doha | 10 grudnia – Doha     |                   |                   |                   | 17 grudnia – Ar-Rajjan | 17 grudnia – Ar-Rajjan | 17 grudnia – Ar-Rajjan |  |  |       |       |       |
|  | Hiszpania             | Hiszpania         | 0(0)                  |                    | 10 grudnia – Doha | 10 grudnia – Doha | 10 grudnia – Doha     |                   |                   |                   | 17 grudnia – Ar-Rajjan | 17 grudnia – Ar-Rajjan | 17 grudnia – Ar-Rajjan |  |  |       |       |       |
|  | Hiszpania             | Hiszpania         | 0(0)                  |                    |                   | Maroko            | Maroko                | 1                 | Chorwacja         | Chorwacja         | 2                      |                        |                        |  |  |       |       |       |
|  | 6 grudnia – Lusajl    |                   |                       |                    |                   | Maroko            | Maroko                | 1                 | Chorwacja         | Chorwacja         | 2                      |                        |                        |  |  |       |       |       |
|  |                       |                   | Portugalia            | Portugalia         | 0                 |                   |                       | Maroko            | Maroko            | 1                 |                        |                        |                        |  |  |       |       |       |
|  | Portugalia            | Portugalia        | Portugalia            | Portugalia         | 0                 | 6                 |                       | Maroko            | Maroko            | 1                 |                        |                        |                        |  |  |       |       |       |
|  | Portugalia            | Portugalia        |                       |                    |                   |                   |                       |                   |                   |                   |                        |                        |                        |  |  |       |       |       |
|  | Szwajcaria            | Szwajcaria        | 1                     |                    |                   |                   |                       |                   |                   |                   |                        |                        |                        |  |  |       |       |       |
|  | Szwajcaria            | Szwajcaria        | 1                     |                    |                   |                   |                       |                   |                   |                   |                        |                        |                        |  |  |       |       |       |

UWAGA: W nawiasach podane są wyniki po rzutach karnych.

### 1/8 finału
| Mecz 49 3 grudnia 2022 16:00 CET | Holandia · Depay 10' · Blind 45+1' · Dumfries 81' | 3:1(2:0)Raport | Stany Zjednoczone · 76' Wright | Stadion Międzynarodowy Chalifa, Ar-Rajjan Widzów: 44 846 Sędzia: Wilton Sampaio |
|                                  |                                                   |                |                                |                                                                                 |

| Mecz 50 3 grudnia 2022 20:00 CET | Argentyna · Messi 35' · Álvarez 57' | 2:1(1:0)Raport | Australia · 77' (sam.) Fernández | Ahmed bin Ali Stadium, Ar-Rajjan Widzów: 45 032 Sędzia: Szymon Marciniak |
|                                  |                                     |                |                                  |                                                                          |

| Mecz 52 4 grudnia 2022 16:00 CET | Francja · Giroud 44' · Mbappé 74', 90+1' | 3:1(1:0)Raport | Polska · 90+9' (k.) Lewandowski | Al Thumama Stadium, Doha Widzów: 40 989 Sędzia: Jesús Valenzuela |
|                                  |                                          |                |                                 |                                                                  |

| Mecz 51 4 grudnia 2022 20:00 CET | Anglia · Henderson 38' · Kane 45+3' · Saka 57' | 3:0(2:0)Raport | Senegal | Al Bayt Stadium, Al-Chaur Widzów: 65 985 Sędzia: Iván Barton |
|                                  |                                                |                |         |                                                              |

| Mecz 53 5 grudnia 2022 16:00 CET                             | Japonia · Maeda 43' | 1:1 po dogrywce k. 1:3(1:0, 1:1, 1:1)Raport                     | Chorwacja · 55' Perišić | Al Janoub Stadium, Al-Wakra Widzów: 42 523 Sędzia: Ismail Elfath |
|                                                              |                     |                                                                 |                         |                                                                  |
|                                                              |                     | Rzuty karne                                                     |                         |                                                                  |
| Takumi Minamino · Kaoru Mitoma · Takuma Asano · Maya Yoshida |                     | Nikola Vlašić · Marcelo Brozović · Marko Livaja · Mario Pašalić |                         |                                                                  |

| Mecz 54 5 grudnia 2022 20:00 CET | Brazylia · Vinícius 7' · Neymar 13' (k.) · Richarlison 29' · Paquetá 36' | 4:1(4:0)Raport | Korea Południowa · 76' Paik | Stadium 974, Doha Widzów: 43 847 Sędzia: Clément Turpin |
|                                  |                                                                          |                |                             |                                                         |

| Mecz 55 6 grudnia 2022 16:00 CET                               | Maroko | 0:0 po dogrywce k. 3:0(0:0, 0:0, 0:0)Raport    | Hiszpania | Education City Stadium, Ar-Rajjan Widzów: 44 667 Sędzia: Fernando Rapallini |
|                                                                |        |                                                |           |                                                                             |
|                                                                |        | Rzuty karne                                    |           |                                                                             |
| Abdelhamid Sabiri · Hakim Ziyech · Badr Banoun · Achraf Hakimi |        | Pablo Sarabia · Carlos Soler · Sergio Busquets |           |                                                                             |

| Mecz 56 6 grudnia 2022 20:00 CET | Portugalia · Ramos 17', 51', 67' · Pepe 33' · Guerreiro 55' · Leão 90+2' | 6:1(2:0)Raport | Szwajcaria · 58' Akanji | Lusail Stadium, Lusajl Widzów: 83 720 Sędzia: César Arturo Ramos |
|                                  |                                                                          |                |                         |                                                                  |

### Ćwierćfinały
| Mecz 58 9 grudnia 2022 16:00 CET                         | Chorwacja · Petković 117' | 1:1 po dogrywce k. 4:2(0:0, 0:0, 0:1)Raport | Brazylia · 105+1' Neymar | Education City Stadium, Ar-Rajjan Widzów: 43 893 Sędzia: Michael Oliver |
|                                                          |                           |                                             |                          |                                                                         |
|                                                          |                           | Rzuty karne                                 |                          |                                                                         |
| Nikola Vlašić · Lovro Majer · Luka Modrić · Mislav Oršić |                           | Rodrygo · Casemiro · Pedro · Marquinhos     |                          |                                                                         |

| Mecz 57 9 grudnia 2022 20:00 CET                                                    | Holandia · Weghorst 83', 90+11' | 2:2 po dogrywce k. 3:4(0:1, 2:2, 2:2)Raport                                          | Argentyna · 35' Molina · 73' (k.) Messi | Lusail Stadium, Lusajl Widzów: 88 235 Sędzia: Antonio Mateu Lahoz |
|                                                                                     |                                 |                                                                                      |                                         |                                                                   |
|                                                                                     |                                 | Rzuty karne                                                                          |                                         |                                                                   |
| Virgil van Dijk · Steven Berghuis · Teun Koopmeiners · Wout Weghorst · Luuk de Jong |                                 | Lionel Messi · Leandro Paredes · Gonzalo Montiel · Enzo Fernández · Lautaro Martínez |                                         |                                                                   |

| Mecz 60 10 grudnia 2022 16:00 CET | Maroko · En-Nesyri 42' | 1:0(1:0)Raport | Portugalia | Al Thumama Stadium, Doha Widzów: 44 198 Sędzia: Facundo Tello |
|                                   |                        |                |            |                                                               |

| Mecz 59 10 grudnia 2022 20:00 CET | Anglia · Kane 54' (k.) | 1:2(0:1)Raport | Francja · 17' Tchouaméni · 78' Giroud | Al Bayt Stadium, Al-Chaur Widzów: 68 895 Sędzia: Wilton Sampaio |
|                                   |                        |                |                                       |                                                                 |

### Półfinały
| Mecz 61 13 grudnia 2022 20:00 CET | Argentyna · Messi 34' (k.) · Álvarez 39', 69' | 3:0(2:0)Raport | Chorwacja | Lusail Stadium, Lusajl Widzów: 88 966 Sędzia: Daniele Orsato |
|                                   |                                               |                |           |                                                              |

| Mecz 62 14 grudnia 2022 20:00 CET | Francja · T. Hernández 5' · Kolo Muani 79' | 2:0(1:0)Raport | Maroko | Al Bayt Stadium, Al-Chaur Widzów: 68 294 Sędzia: César Arturo Ramos |
|                                   |                                            |                |        |                                                                     |

### Mecz o 3. miejsce
| Mecz 63 17 grudnia 2022 16:00 CET | Chorwacja · Gvardiol 7' · Oršić 42' | 2:1(2:1)Raport | Maroko · 9' Dari | Stadion Międzynarodowy Chalifa, Ar-Rajjan Widzów: 44 137 Sędzia: Abdulrahman Al-Jassim |
|                                   |                                     |                |                  |                                                                                        |

### Finał
| Mecz 64 18 grudnia 2022 16:00 CET                               | Argentyna · Messi 23' (k.), 108' · Di María 36' | 3:3 po dogrywce k. 4:2(2:0, 2:2, 2:2)Raport                              | Francja · 80' (k.), 81', 118' (k.) Mbappé | Lusail Stadium, Lusajl Widzów: 88 966 Sędzia: Szymon Marciniak |
|                                                                 |                                                 |                                                                          |                                           |                                                                |
|                                                                 |                                                 | Rzuty karne                                                              |                                           |                                                                |
| Lionel Messi · Paulo Dybala · Leandro Paredes · Gonzalo Montiel |                                                 | Kylian Mbappé · Kingsley Coman · Aurélien Tchouaméni · Randal Kolo Muani |                                           |                                                                |

| Argentyna | Francja |

|                | 23 | Emiliano Martínez   | 125'  |        |
|                | 26 | Nahuel Molina       |       | 91'    |
|                | 13 | Cristian Romero     |       |        |
|                | 19 | Nicolás Otamendi    |       |        |
|                | 3  | Nicolás Tagliafico  |       | 120+1' |
|                | 11 | Ángel Di María      |       | 64'    |
|                | 7  | Rodrigo de Paul     |       | 102'   |
|                | 24 | Enzo Fernández      | 45+7' |        |
|                | 20 | Alexis Mac Allister |       | 116'   |
|                | 10 | Lionel Messi (c)    |       |        |
|                | 9  | Julián Álvarez      |       | 102'   |
| Zmiany:        |    |                     |       |        |
|                | 1  | Franco Armani       |       |        |
|                | 12 | Gerónimo Rulli      |       |        |
|                | 2  | Juan Foyth          |       |        |
|                | 4  | Gonzalo Montiel     | 116'  | 91'    |
|                | 5  | Leandro Paredes     | 114'  | 102'   |
|                | 6  | Germán Pezzella     |       | 116'   |
|                | 8  | Marcos Acuña        | 90+8' | 64'    |
|                | 14 | Exequiel Palacios   |       |        |
|                | 15 | Ángel Correa        |       |        |
|                | 16 | Thiago Almada       |       |        |
|                | 17 | Papu Gómez          |       |        |
|                | 18 | Guido Rodríguez     |       |        |
|                | 21 | Paulo Dybala        |       | 120+1' |
|                | 22 | Lautaro Martínez    |       | 102'   |
|                | 25 | Lisandro Martínez   |       |        |
| Trener:        |    |                     |       |        |
| Lionel Scaloni |    |                     |       |        |

|                  | 1  | Hugo Lloris (c)     |       |        |
|                  | 5  | Jules Koundé        |       | 120+1' |
|                  | 4  | Raphaël Varane      |       | 113'   |
|                  | 18 | Dayot Upamecano     |       |        |
|                  | 22 | Theo Hernández      |       | 71'    |
|                  | 8  | Aurélien Tchouaméni |       |        |
|                  | 14 | Adrien Rabiot       | 55'   | 96'    |
|                  | 11 | Ousmane Dembélé     |       | 41'    |
|                  | 7  | Antoine Griezmann   |       | 71'    |
|                  | 10 | Kylian Mbappé       |       |        |
|                  | 9  | Olivier Giroud      | 90+5' | 41'    |
| Zmiany:          |    |                     |       |        |
|                  | 16 | Steve Mandanda      |       |        |
|                  | 23 | Alphonse Areola     |       |        |
|                  | 2  | Benjamin Pavard     |       |        |
|                  | 3  | Axel Disasi         |       | 120+1' |
|                  | 6  | Mattéo Guendouzi    |       |        |
|                  | 12 | Randal Kolo Muani   |       | 41'    |
|                  | 13 | Youssouf Fofana     |       | 96'    |
|                  | 15 | Jordan Veretout     |       |        |
|                  | 17 | William Saliba      |       |        |
|                  | 20 | Kingsley Coman      |       | 71'    |
|                  | 24 | Ibrahima Konaté     |       | 113'   |
|                  | 25 | Eduardo Camavinga   |       | 71'    |
|                  | 26 | Marcus Thuram       | 87'   | 41'    |
| Trener:          |    |                     |       |        |
| Didier Deschamps |    |                     |       |        |

| Zawodnik meczu: Lionel Messi Sędziowie asystenci: Paweł Sokolnicki Tomasz Listkiewicz Sędzia techniczny: Ismail Elfath Rezerwowy sędzia asystent: Kathryn Nesbitt Sędzia VAR: Tomasz Kwiatkowski Sędziowie asystenci VAR: Juan Soto Kyle Atkins Fernando Guerrero Bastian Dankert Asystent sędziego asystenta VAR: Corey Parker |

## Strzelcy
Bramki z serii rzutów karnych nie są wliczane do klasyfikacji ogólnej. Strzelcy goli w rzutach karnych są ujęci w opisach spotkań.
8 goli
- Kylian Mbappé

7 goli
- Lionel Messi

4 gole
- Julián Álvarez
- Olivier Giroud

3 gole
- Marcus Rashford
- Bukayo Saka
- Richarlison
- Enner Valencia
- Álvaro Morata
- Cody Gakpo
- Gonçalo Ramos

2 gole

- Harry Kane
- Salim ad-Dausari
- Neymar
- Andrej Kramarić
- Mohammed Kudus
- Ferran Torres
- Wout Weghorst
- Mehdi Taremi
- Ritsu Dōan
- Vincent Aboubakar
- Cho Gue-sung
- Youssef En-Nesyri
- Niclas Füllkrug
- Kai Havertz
- Robert Lewandowski
- Bruno Fernandes
- Rafael Leão
- Aleksandar Mitrović
- Breel Embolo
- Giorgian de Arrascaeta

1 gol

- Jude Bellingham
- Phil Foden
- Jack Grealish
- Jordan Henderson
- Raheem Sterling
- Saleh Al-Shehri
- Ángel Di María
- Enzo Fernández
- Alexis Mac Allister
- Nahuel Molina
- Mitchell Duke
- Craig Goodwin
- Mathew Leckie
- Michy Batshuayi
- Casemiro
- Vinícius Júnior
- Lucas Paquetá
- Joško Gvardiol
- Marko Livaja
- Lovro Majer
- Mislav Oršić
- Ivan Perišić
- Bruno Petković
- Andreas Christensen
- Moisés Caicedo
- Theo Hernández
- Randal Kolo Muani
- Adrien Rabiot
- Aurélien Tchouaméni
- André Ayew
- Osman Bukari
- Mohammed Salisu
- Marco Asensio
- Gavi
- Dani Olmo
- Carlos Soler
- Daley Blind
- Frenkie de Jong
- Memphis Depay
- Denzel Dumfries
- Davy Klaassen
- Ruzbe Czeszmi
- Ramin Rezajijan
- Takuma Asano
- Daizen Maeda
- Ao Tanaka
- Jean-Charles Castelletto
- Eric Maxim Choupo-Moting
- Alphonso Davies
- Mohammed Muntari
- Hwang Hee-chan
- Kim Young-gwon
- Paik Seung-ho
- Keysher Fuller
- Yeltsin Tejeda
- Juan Pablo Vargas
- Zakaria Aboukhlal
- Achraf Dari
- Romain Saïss
- Hakim Ziyech
- Luis Chávez
- Henry Martín
- Serge Gnabry
- İlkay Gündoğan
- Piotr Zieliński
- João Félix
- Raphaël Guerreiro
- Ricardo Horta
- Pepe
- Cristiano Ronaldo
- Boulaye Dia
- Bamba Dieng
- Famara Diédhiou
- Kalidou Koulibaly
- Ismaïla Sarr
- Sergej Milinković-Savić
- Strahinja Pavlović
- Dušan Vlahović
- Christian Pulisic
- Timothy Weah
- Haji Wright
- Manuel Akanji
- Remo Freuler
- Xherdan Shaqiri
- Wahbi Khazri
- Gareth Bale

Gole samobójcze
- Enzo Fernández (dla  Australii)
- Nayef Aguerd (dla  Kanady)

## Hat tricki
- Gonçalo Ramos w meczu Portugalia – Szwajcaria (06.12.2022, 1/8 finału)
- Kylian Mbappé w meczu Argentyna – Francja (18.12.2022, finał)

## Nagrody
| Złota Piłka  | Złoty But     | Złota Rękawica    | Najlepszy Młody Zawodnik | FIFA Fair Play |
| ------------ | ------------- | ----------------- | ------------------------ | -------------- |
| Lionel Messi | Kylian Mbappé | Emiliano Martínez | Enzo Fernández           | Anglia         |

## Kartki
| 227 | 4 |

| Zawodnik                | Reprezentacja     |   |   |
| ----------------------- | ----------------- | - | - |
| Denzel Dumfries         | Holandia          | 2 | 1 |
| Vincent Aboubakar       | Kamerun           | 2 | 1 |
| Walid Cheddira          | Maroko            | 2 | 1 |
| Wayne Hennessey         | Walia             | 0 | 1 |
| Marcos Acuña            | Argentyna         | 3 | 0 |
| Gonzalo Montiel         | Argentyna         | 3 | 0 |
| Abdulelah Al-Amri       | Arabia Saudyjska  | 2 | 0 |
| Abdulellah Al-Malki     | Arabia Saudyjska  | 2 | 0 |
| Nicolás Otamendi        | Argentyna         | 2 | 0 |
| Leandro Paredes         | Argentyna         | 2 | 0 |
| Cristian Romero         | Argentyna         | 2 | 0 |
| Miloš Degenek           | Australia         | 2 | 0 |
| Jackson Irvine          | Australia         | 2 | 0 |
| Amadou Onana            | Belgia            | 2 | 0 |
| Mateo Kovačić           | Chorwacja         | 2 | 0 |
| Jhegson Méndez          | Ekwador           | 2 | 0 |
| Alidu Seidu             | Ghana             | 2 | 0 |
| Alireza Dżahanbachsz    | Iran              | 2 | 0 |
| Kō Itakura              | Japonia           | 2 | 0 |
| Collins Fai             | Kamerun           | 2 | 0 |
| Jung Woo-young          | Korea Południowa  | 2 | 0 |
| Francisco Calvo         | Kostaryka         | 2 | 0 |
| Matty Cash              | Polska            | 2 | 0 |
| Idrissa Gueye           | Senegal           | 2 | 0 |
| Nemanja Gudelj          | Serbia            | 2 | 0 |
| Saša Lukić              | Serbia            | 2 | 0 |
| Nikola Milenković       | Serbia            | 2 | 0 |
| Strahinja Pavlović      | Serbia            | 2 | 0 |
| Fabian Schär            | Szwajcaria        | 2 | 0 |
| Harry Maguire           | Anglia            | 1 | 0 |
| Saud Abdulhamid         | Arabia Saudyjska  | 1 | 0 |
| Salim ad-Dausari        | Arabia Saudyjska  | 1 | 0 |
| Nawaf Al-Abed           | Arabia Saudyjska  | 1 | 0 |
| Ali Al-Bulaihi          | Arabia Saudyjska  | 1 | 0 |
| Ali Al-Hassan           | Arabia Saudyjska  | 1 | 0 |
| Mohammed Al-Owais       | Arabia Saudyjska  | 1 | 0 |
| Saleh Al-Shehri         | Arabia Saudyjska  | 1 | 0 |
| Hassan Al-Tambakti      | Arabia Saudyjska  | 1 | 0 |
| Hattan Bahebri          | Arabia Saudyjska  | 1 | 0 |
| Abdullah Madu           | Arabia Saudyjska  | 1 | 0 |
| Enzo Fernández          | Argentyna         | 1 | 0 |
| Emiliano Martínez       | Argentyna         | 1 | 0 |
| Lisandro Martínez       | Argentyna         | 1 | 0 |
| Lionel Messi            | Argentyna         | 1 | 0 |
| Germán Pezzella         | Argentyna         | 1 | 0 |
| Aziz Behich             | Australia         | 1 | 0 |
| Mitchell Duke           | Australia         | 1 | 0 |
| Aaron Mooy              | Australia         | 1 | 0 |
| Yannick Carrasco        | Belgia            | 1 | 0 |
| Leander Dendoncker      | Belgia            | 1 | 0 |
| Thomas Meunier          | Belgia            | 1 | 0 |
| Casemiro                | Brazylia          | 1 | 0 |
| Danilo                  | Brazylia          | 1 | 0 |
| Fred                    | Brazylia          | 1 | 0 |
| Bruno Guimarães         | Brazylia          | 1 | 0 |
| Marquinhos              | Brazylia          | 1 | 0 |
| Éder Militão            | Brazylia          | 1 | 0 |
| Borna Barišić           | Chorwacja         | 1 | 0 |
| Marcelo Brozović        | Chorwacja         | 1 | 0 |
| Dominik Livaković       | Chorwacja         | 1 | 0 |
| Dejan Lovren            | Chorwacja         | 1 | 0 |
| Luka Modrić             | Chorwacja         | 1 | 0 |
| Bruno Petković          | Chorwacja         | 1 | 0 |
| Andreas Christensen     | Dania             | 1 | 0 |
| Andreas Cornelius       | Dania             | 1 | 0 |
| Mathias Jensen          | Dania             | 1 | 0 |
| Rasmus Kristensen       | Dania             | 1 | 0 |
| Robert Skov             | Dania             | 1 | 0 |
| Moisés Caicedo          | Ekwador           | 1 | 0 |
| Ousmane Dembélé         | Francja           | 1 | 0 |
| Olivier Giroud          | Francja           | 1 | 0 |
| Antoine Griezmann       | Francja           | 1 | 0 |
| Theo Hernández          | Francja           | 1 | 0 |
| Jules Koundé            | Francja           | 1 | 0 |
| Adrien Rabiot           | Francja           | 1 | 0 |
| Aurélien Tchouaméni     | Francja           | 1 | 0 |
| Marcus Thuram           | Francja           | 1 | 0 |
| Daniel Amartey          | Ghana             | 1 | 0 |
| André Ayew              | Ghana             | 1 | 0 |
| Mohammed Kudus          | Ghana             | 1 | 0 |
| Tariq Lamptey           | Ghana             | 1 | 0 |
| Kamaldeen Sulemana      | Ghana             | 1 | 0 |
| Iñaki Williams          | Ghana             | 1 | 0 |
| Sergio Busquets         | Hiszpania         | 1 | 0 |
| Aymeric Laporte         | Hiszpania         | 1 | 0 |
| Nathan Aké              | Holandia          | 1 | 0 |
| Steven Berghuis         | Holandia          | 1 | 0 |
| Steven Bergwijn         | Holandia          | 1 | 0 |
| Frenkie de Jong         | Holandia          | 1 | 0 |
| Matthijs de Ligt        | Holandia          | 1 | 0 |
| Memphis Depay           | Holandia          | 1 | 0 |
| Teun Koopmeiners        | Holandia          | 1 | 0 |
| Noa Lang                | Holandia          | 1 | 0 |
| Jurriën Timber          | Holandia          | 1 | 0 |
| Wout Weghorst           | Holandia          | 1 | 0 |
| Abolfazl Dżalali        | Iran              | 1 | 0 |
| Madżid Hosejni          | Iran              | 1 | 0 |
| Hosejn Kananizadegan    | Iran              | 1 | 0 |
| Morteza Puraligandżi    | Iran              | 1 | 0 |
| Ramin Rezajijan         | Iran              | 1 | 0 |
| Wataru Endō             | Japonia           | 1 | 0 |
| Shōgo Taniguchi         | Japonia           | 1 | 0 |
| Miki Yamane             | Japonia           | 1 | 0 |
| Maya Yoshida            | Japonia           | 1 | 0 |
| Christian Bassogog      | Kamerun           | 1 | 0 |
| Pierre Kunde            | Kamerun           | 1 | 0 |
| Nicolas N’Koulou        | Kamerun           | 1 | 0 |
| Nouhou Tolo             | Kamerun           | 1 | 0 |
| Sam Adekugbe            | Kanada            | 1 | 0 |
| Tajon Buchanan          | Kanada            | 1 | 0 |
| Alphonso Davies         | Kanada            | 1 | 0 |
| Junior Hoilett          | Kanada            | 1 | 0 |
| Alistair Johnston       | Kanada            | 1 | 0 |
| Kamal Miller            | Kanada            | 1 | 0 |
| Jonathan Osorio         | Kanada            | 1 | 0 |
| Steven Vitória          | Kanada            | 1 | 0 |
| Akram Afif              | Katar             | 1 | 0 |
| Homam Ahmed             | Katar             | 1 | 0 |
| Almoez Ali              | Katar             | 1 | 0 |
| Saad Al-Sheeb           | Katar             | 1 | 0 |
| Karim Boudiaf           | Katar             | 1 | 0 |
| Assim Madibo            | Katar             | 1 | 0 |
| Ismaeel Mohammad        | Katar             | 1 | 0 |
| Cho Gue-sung            | Korea Południowa  | 1 | 0 |
| Hwang Hee-chan          | Korea Południowa  | 1 | 0 |
| Kim Young-gwon          | Korea Południowa  | 1 | 0 |
| Lee Kang-in             | Korea Południowa  | 1 | 0 |
| Celso Borges            | Kostaryka         | 1 | 0 |
| Joel Campbell           | Kostaryka         | 1 | 0 |
| Anthony Contreras       | Kostaryka         | 1 | 0 |
| Óscar Duarte            | Kostaryka         | 1 | 0 |
| Selim Amallah           | Maroko            | 1 | 0 |
| Sofyan Amrabat          | Maroko            | 1 | 0 |
| Sofiane Boufal          | Maroko            | 1 | 0 |
| Achraf Dari             | Maroko            | 1 | 0 |
| Azzedine Ounahi         | Maroko            | 1 | 0 |
| Abdelhamid Sabiri       | Maroko            | 1 | 0 |
| Romain Saïss            | Maroko            | 1 | 0 |
| Roberto Alvarado        | Meksyk            | 1 | 0 |
| Néstor Araujo           | Meksyk            | 1 | 0 |
| Edson Álvarez           | Meksyk            | 1 | 0 |
| Erick Gutiérrez         | Meksyk            | 1 | 0 |
| Héctor Herrera          | Meksyk            | 1 | 0 |
| Héctor Moreno           | Meksyk            | 1 | 0 |
| Jorge Sánchez           | Meksyk            | 1 | 0 |
| Leon Goretzka           | Niemcy            | 1 | 0 |
| Thilo Kehrer            | Niemcy            | 1 | 0 |
| Joshua Kimmich          | Niemcy            | 1 | 0 |
| Bartosz Bereszyński     | Polska            | 1 | 0 |
| Przemysław Frankowski   | Polska            | 1 | 0 |
| Jakub Kiwior            | Polska            | 1 | 0 |
| Grzegorz Krychowiak     | Polska            | 1 | 0 |
| Arkadiusz Milik         | Polska            | 1 | 0 |
| Rúben Dias              | Portugalia        | 1 | 0 |
| Bruno Fernandes         | Portugalia        | 1 | 0 |
| João Félix              | Portugalia        | 1 | 0 |
| Rúben Neves             | Portugalia        | 1 | 0 |
| Danilo Pereira          | Portugalia        | 1 | 0 |
| Vitinha                 | Portugalia        | 1 | 0 |
| Pathé Ciss              | Senegal           | 1 | 0 |
| Boulaye Dia             | Senegal           | 1 | 0 |
| Ismail Jakobs           | Senegal           | 1 | 0 |
| Kalidou Koulibaly       | Senegal           | 1 | 0 |
| Nampalys Mendy          | Senegal           | 1 | 0 |
| Luka Jović              | Serbia            | 1 | 0 |
| Sergej Milinković-Savić | Serbia            | 1 | 0 |
| Aleksandar Mitrović     | Serbia            | 1 | 0 |
| Predrag Rajković        | Serbia            | 1 | 0 |
| Kellyn Acosta           | Stany Zjednoczone | 1 | 0 |
| Tyler Adams             | Stany Zjednoczone | 1 | 0 |
| Sergiño Dest            | Stany Zjednoczone | 1 | 0 |
| Weston McKennie         | Stany Zjednoczone | 1 | 0 |
| Tim Ream                | Stany Zjednoczone | 1 | 0 |
| Manuel Akanji           | Szwajcaria        | 1 | 0 |
| Eray Cömert             | Szwajcaria        | 1 | 0 |
| Nico Elvedi             | Szwajcaria        | 1 | 0 |
| Fabian Rieder           | Szwajcaria        | 1 | 0 |
| Ruben Vargas            | Szwajcaria        | 1 | 0 |
| Silvan Widmer           | Szwajcaria        | 1 | 0 |
| Granit Xhaka            | Szwajcaria        | 1 | 0 |
| Ali Abdi                | Tunezja           | 1 | 0 |
| Wajdi Kechrida          | Tunezja           | 1 | 0 |
| Taha Yassine Khenissi   | Tunezja           | 1 | 0 |
| Aïssa Laïdouni          | Tunezja           | 1 | 0 |
| Ferjani Sassi           | Tunezja           | 1 | 0 |
| Rodrigo Bentancur       | Urugwaj           | 1 | 0 |
| Edinson Cavani          | Urugwaj           | 1 | 0 |
| Martín Cáceres          | Urugwaj           | 1 | 0 |
| Sebastián Coates        | Urugwaj           | 1 | 0 |
| José María Giménez      | Urugwaj           | 1 | 0 |
| Darwin Núñez            | Urugwaj           | 1 | 0 |
| Mathías Olivera         | Urugwaj           | 1 | 0 |
| Luis Suárez             | Urugwaj           | 1 | 0 |
| Gareth Bale             | Walia             | 1 | 0 |
| Daniel James            | Walia             | 1 | 0 |
| Chris Mepham            | Walia             | 1 | 0 |
| Aaron Ramsey            | Walia             | 1 | 0 |
| Joe Rodon               | Walia             | 1 | 0 |

## Klasyfikacja końcowa
| Strefa medalowa                |                   |    |    |    |
| złoto                          | Argentyna         | 14 | +7 | 15 |
| srebro                         | Francja           | 16 | +8 | 16 |
| brąz                           | Chorwacja         | 10 | +1 | 8  |
| 4.                             | Maroko            | 11 | +1 | 6  |
| Wyeliminowane w ćwierćfinale   |                   |    |    |    |
| 5.                             | Holandia          | 11 | +6 | 10 |
| 6.                             | Anglia            | 10 | +9 | 13 |
| 7.                             | Brazylia          | 10 | +5 | 8  |
| 8.                             | Portugalia        | 9  | +6 | 12 |
| Wyeliminowane w 1/8 finału     |                   |    |    |    |
| 9.                             | Japonia           | 7  | +1 | 5  |
| 10.                            | Senegal           | 6  | -2 | 5  |
| 11.                            | Australia         | 6  | -2 | 4  |
| 12.                            | Szwajcaria        | 6  | -4 | 5  |
| 13.                            | Hiszpania         | 5  | +6 | 9  |
| 14.                            | Stany Zjednoczone | 5  | -1 | 3  |
| 15.                            | Polska            | 4  | -2 | 3  |
| 16.                            | Korea Południowa  | 4  | -3 | 5  |
| Wyeliminowane w fazie grupowej |                   |    |    |    |
| 17.                            | Niemcy            | 4  | +1 | 6  |
| 18.                            | Ekwador           | 4  | +1 | 4  |
| 19.                            | Kamerun           | 4  | 0  | 4  |
| 20.                            | Urugwaj           | 4  | 0  | 2  |
| 21.                            | Tunezja           | 4  | 0  | 1  |
| 22.                            | Meksyk            | 4  | −1 | 2  |
| 23.                            | Belgia            | 4  | −1 | 1  |
| 24.                            | Ghana             | 3  | −2 | 5  |
| 25.                            | Arabia Saudyjska  | 3  | −2 | 3  |
| 26.                            | Iran              | 3  | −3 | 4  |
| 27.                            | Kostaryka         | 3  | −8 | 3  |
| 28.                            | Dania             | 1  | −2 | 1  |
| 29.                            | Serbia            | 1  | −3 | 5  |
| 30.                            | Walia             | 1  | −5 | 1  |
| 31.                            | Kanada            | 0  | –5 | 2  |
| 32.                            | Katar             | 0  | −6 | 1  |

## Odbiór Mundialu w Polsce
Transmisja telewizyjna mundialu realizowana była w Polsce przez Telewizję Polską, która pokazywała wszystkie mecze mistrzostw. Mecze z udziałem reprezentacji Polski transmitowano także w Polskim Radiu.
Do 27 listopada 2022 roku średnia widownia wszystkich meczów wyniosła 2,96 miliona osób. Wyłączając mecze reprezentacji Polski, oglądalność powyżej 4 milionów zanotowały mecz Hiszpania – Niemcy (4,93 miliona widzów), Argentyna – Meksyk (4,62 miliona widzów) oraz mecz otwarcia (4,36 miliona widzów). W tygodniu od 21 do 27 listopada spośród 20 najpopularniejszych programów tylko jeden nie został nadany przez TVP, zaś dwanaście stanowiły mecze lub studia meczowe.
Pierwszy mecz reprezentacji, z Meksykiem, oglądało 8,58 miliona widzów, co stanowiło ok. 65% wszystkich widzów telewizji w trakcie emisji programu. W szczytowym momencie widownia wyniosła 10,17 miliona osób.
Drugi mecz reprezentacji, z Arabią Saudyjską, oglądało 8,86 miliona widzów, co stanowiło ok. 70% wszystkich widzów telewizji w trakcie emisji programu. W szczytowym momencie widownia wyniosła 10,89 miliona osób. TVP poinformowało dodatkowo o 1,60 miliona widzów oglądających mecz za pomocą Internetu.
Trzeci mecz reprezentacji, z Argentyną, oglądało 10,57 miliona widzów, co stanowiło ok. 65% wszystkich widzów telewizji w trakcie emisji programu. W szczytowym momencie widownia wyniosła 12,05 miliona osób. TVP poinformowała dodatkowo o 1,90 miliona widzów oglądających mecz za pomocą Internetu. Zgodnie z informacjami firmy Nielsen, oglądalność platformy Netflix była średnio niższa o 52% w czasie meczu wobec poprzednich tygodni listopada.
Czwarty mecz reprezentacji, z Francją, oglądało 10,75 miliona widzów, co stanowiło ok. 70% wszystkich widzów telewizji w trakcie emisji programu. W szczytowym momencie widownia wyniosła 12,24 miliona osób.

## Kontrowersje

### Podejrzenia o korupcję przy wyborze gospodarza
Organizatorzy mistrzostw mierzą się z podejrzeniem o korupcję przy wyborze Kataru na gospodarza Mistrzostw Świata. Były pracownik katarskiego zespołu przetargowego stwierdził, że kilku afrykańskich urzędników otrzymało od Kataru 1,5 miliona dolarów w zamian za głosowanie na Katar podczas wyboru gospodarza mistrzostw. Później oskarżenia zostały wycofane, ale pojawiły się podejrzenia o wywieranie w tej sprawie presji przez katarskich urzędników przetargowych.
Podczas afery korupcyjnej w FIFA wielu urzędników organizacji zostało aresztowanych pod zarzutem przyjmowania łapówek w zamian za przyznanie Katarowi prawa do organizacji Mistrzostw Świata.

### Przesunięcie terminu rozgrywek na listopad i grudzień
Ze względu na klimat w Katarze pojawiły się obawy co do przeprowadzenia Mistrzostw Świata w tradycyjnych ramach czasowych, tj. w czerwcu i lipcu. W październiku 2013 r. zlecono grupie zadaniowej rozważenie alternatywnych dat i złożenie raportu po Mundialu w Brazylii. W dniu 24 lutego 2015 r. Grupa Zadaniowa FIFA zaproponowała, aby turniej był rozgrywany od końca listopada do końca grudnia 2022 r., aby uniknąć letnich upałów między majem a wrześniem, a także uniknąć kolizji z Zimowymi Igrzyskami Olimpijskimi 2022 w lutym, Zimową Paraolimpiadą w marcu i Ramadanem w kwietniu.
Pomysł zorganizowania turnieju w listopadzie jest kontrowersyjny, ponieważ kolidowałby ze standardowymi harmonogramami sezonów niektórych lig krajowych na całym świecie. Komentatorzy zauważyli, że kolizja z okresem świątecznym prawdopodobnie spowoduje zakłócenia, podczas gdy istnieje obawa o to, jak krótki ma być turniej. Członek komitetu wykonawczego FIFA, Theo Zwanziger, powiedział, że przyznanie mundialu 2022 pustynnemu państwu Kataru było „rażącym błędem”. Frank Lowy, prezes Football Federation Australia, powiedział, że jeśli Mistrzostwa Świata 2022 zostaną przesunięte na listopad, a tym samym zakłócą harmonogram rozgrywek A-League, będą ubiegać się o odszkodowanie od FIFA. Richard Scudamore, dyrektor naczelny Premier League, stwierdził, że rozważą podjęcie kroków prawnych przeciwko FIFA, ponieważ posunięcie to zakłóciłoby popularny program świąteczny i noworoczny Premier League. 19 marca 2015 r. źródła FIFA potwierdziły, że finał zostanie rozegrany 18 grudnia.

### Katarski kryzys dyplomatyczny
5 czerwca 2017 r. Arabia Saudyjska, Egipt, Bahrajn, Zjednoczone Emiraty Arabskie i Jemen zerwały stosunki dyplomatyczne z Katarem, oskarżając go o destabilizację regionu i wspieranie grup terrorystycznych. Arabia Saudyjska, Jemen, Mauretania, Zjednoczone Emiraty Arabskie, Bahrajn i Egipt w liście zwróciły się do FIFA o zastąpienie Kataru jako Gospodarza Mistrzostw Świata, nazywając ten kraj „bazą terroryzmu”. W październiku 2017 r. generał Dhahi Khalfan Tamim, zastępca szefa policji i służby bezpieczeństwa ogólnego w Dubaju, pisał o kryzysie na Twitterze w języku arabskim; mówiąc: „Jeśli Mistrzostwa Świata opuszczą Katar, katarski kryzys się skończy… bo kryzys jest stworzony, by się od niego wydostać”. Według doniesień medialnych, wiadomość wydawała się sugerować, że kierowana przez Saudyjczyków blokada Kataru została uchwalona tylko dlatego, że Katar był gospodarzem największego na świecie wydarzenia piłkarskiego. W odpowiedzi na doniesienia mediów o jego tweecie, Dhahi Khalfan napisał na Twitterze; „Powiedziałem, że Katar udaje kryzys i twierdzi, że jest oblegany, aby mógł uciec od ciężaru budowy drogich obiektów sportowych na Mistrzostwa Świata”. Minister stanu ZEA do spraw zagranicznych Anwar Gargash powiedział, że Dhahi Khalfan został źle zrozumiany w mediach. W odpowiedzi Gargash wyjaśnił, że organizacja Mistrzostw Świata 2022 w Katarze „powinna obejmować odrzucenie polityki wspierającej ekstremizm i terroryzm”.

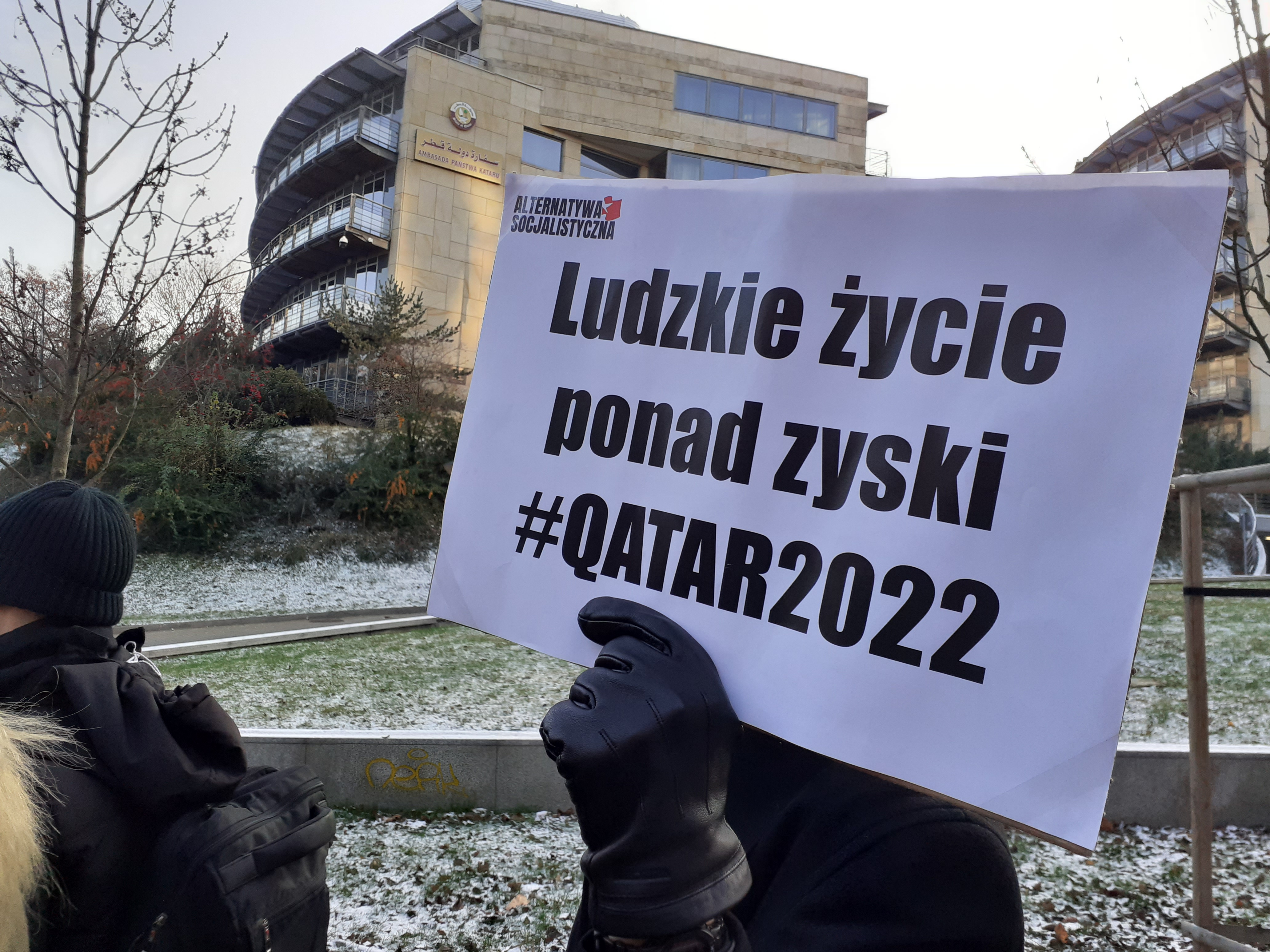
Demonstracja przed ambasadą Kataru w Warszawie.

### Wysoka śmiertelność przy budowie obiektów
Jak donosiły światowe media w trakcie budowy obiektów sportowych przeznaczonych na Mistrzostwa Świata w Katarze zginęło około 6,5 tysiąca robotników (choć liczba ta jest prawdopodobnie większa). Wśród ofiar byli głównie pracownicy sezonowi zatrudniani z takich krajów jak Indie, Nepal, Bangladesz, Sri Lanka, Pakistan, Filipiny czy Kenia. Przyczyną tych zgonów – zdaniem świadków – było nieprzestrzeganie zasad bezpieczeństwa, skutkujące licznymi wypadkami przy pracy, panujący upał czy zmuszanie do pracy także w trakcie choroby. Prawo pracy panujące w Katarze, powiązane z systemem kafali, jest określane mianem „współczesnego niewolnictwa”.